# Alexander Rondón
Alexander Rondón Heredia (ur. 30 sierpnia 1977 w Cumanie) – wenezuelski piłkarz występujący na pozycji napastnika. Zawodnik klubu Aragua FC.

## Kariera klubowa
Rondón karierę rozpoczynał w 1997 roku w zespole Nueva Cádiz. Następnie grałw Atlético Zulia, a w 2000 roku trafił do Caracas FC. W 2001 roku zdobył z nim mistrzostwo Wenezueli. W 2002 roku odszedł do Deportivo Táchira. Przez część sezonu 2002/2003 był stamtąd wypożyczony do Estudiantes Mérida. Natomiast w 2004 roku grał na wypożyczeniu w brazylijskim São Paulo FC. W Deportivo grał do końca sezonu 2006/2007.
W 2007 roku Rondón odszedł do Deportivo Anzoátegui. W tym samym roku wywalczył z zespołem mistrzostwo fazy Apertura Primera División Venezolana, a w 2008 roku triumfował z nim w rozgrywkach Pucharu Wenezueli. W 2008 roku został także królem strzelców fazy Clausura sezonu 2007/2008 Primera División Venezolana.
W połowie 2010 roku Rondón przeszedł do Deportivo Lara, a na początku następnego przeniósł się do drużyny Aragua FC.

## Kariera reprezentacyjna
W reprezentacji Wenezueli Rondón zadebiutował w 1999 roku. W tym samym roku znalazł się w drużynie na Copa América. Na tamtym turnieju, zakończonym przez Wenezuelę na fazie grupowej, wystąpił w spotkaniu z Chile (0:3).
W 2001 roku Rondón ponownie wziął udział w Copa América. Zaliczył na nim 3 pojedynki: z Kolumbią (0:2), Chile (0:1) oraz Ekwadorem (0:4). Wenezuela zaś zakończyła puchar na fazie grupowej.
W 2004 roku po raz trzeci został powołany do kadry na Copa América. Zagrał na nim w meczach z Kolumbią (0:1), Peru (1:3) oraz Boliwią (1:1), a Wenezuela odpadła z turnieju po fazie grupowej.
W latach 1999–2010 w drużynie narodowej Rondón rozegrał 45 spotkań i zdobył 4 bramki.